# برونئی (لیگ برتر مالزی)
فدراسیون فوتبال برونئی یک تیم را وارد مسابقات فوتبال مالزی می‌کرد. این تیم در سال ۱۹۹۹ قهرمان جام حذفی مالزی شد. این تیم در ورزشگاه ملی ۳۵،۰۰۰ نفری حسنال بولکیاه در بندر سری بگاوان بازی می‌کرد.

## افتخارات
- جام حذفی مالزی
  - قهرمانی (۱): ۱۹۹۹
- سوپر جام مالزی
  - نایب قهرمانی (۱): ۲۰۰۰